# Bairdoppilata cushmani
Bairdoppilata cushmani is een mosselkreeftjessoort uit de familie van de Bairdiidae. De wetenschappelijke naam van de soort is voor het eerst geldig gepubliceerd in 1949 door Tressler.